# Тріскопліт співочий
Тріскоплі́т співочий (Cyphorhinus phaeocephalus) — вид горобцеподібних птахів родини воловоочкових (Troglodytidae). Мешкає в Центральній і Південній Америці.

## Опис
Довжина птаха становить 11,5-12,5 см, вага 25-26 г. Забарвлення переважно коричневе, груди дещо світліші. Передня частина голови і горло каштанові, місцями поцятковані чорними і білими плямками. Крила і хвіст короткі, коричневі, поцятковані чорними смужками. На відміну від інших воловоочкових, у співочих тріскоплітів лише 10 стернових пер, а не 12, як у інших представників родини. Очі карі, навколо очей кільця голої сіруватої або синьої шкіри. Дзьоб чорний, вигнутий біля основи, лапи чорнувато-сірі або чорні.
У представників підвиду C. p. lawrencii рудувате горло, яке контрастує з більш блідими грудьми. Представники підвиду C. p. richardsoni мають подібне забарвлення, однак надхвістя у них світло-рудувате, а чорнуватий відтінок на щоках менш виражений. Представники підвиду C. p. infuscatus мають більш темне забарвлення, ніж представники підвиду C. p. lawrencii, на верхній частині голови у них є помітна чорнувата пляма. У представників підвиду C. p. propinquus забарвлення загалом більш бліде, ніж у представників номінативного підвиду, а горло більш контрастне по відношенню до грудей. У представників підвиду C. p. chocoanus верхня частина тіла більш темна, ніж у представників номінативного підвиду, підборіддя і щоки більш чорні, а відтінок грудей майже не відрізняється від відтінку живота. 

## Підвиди
Виділяють шість підвидів:

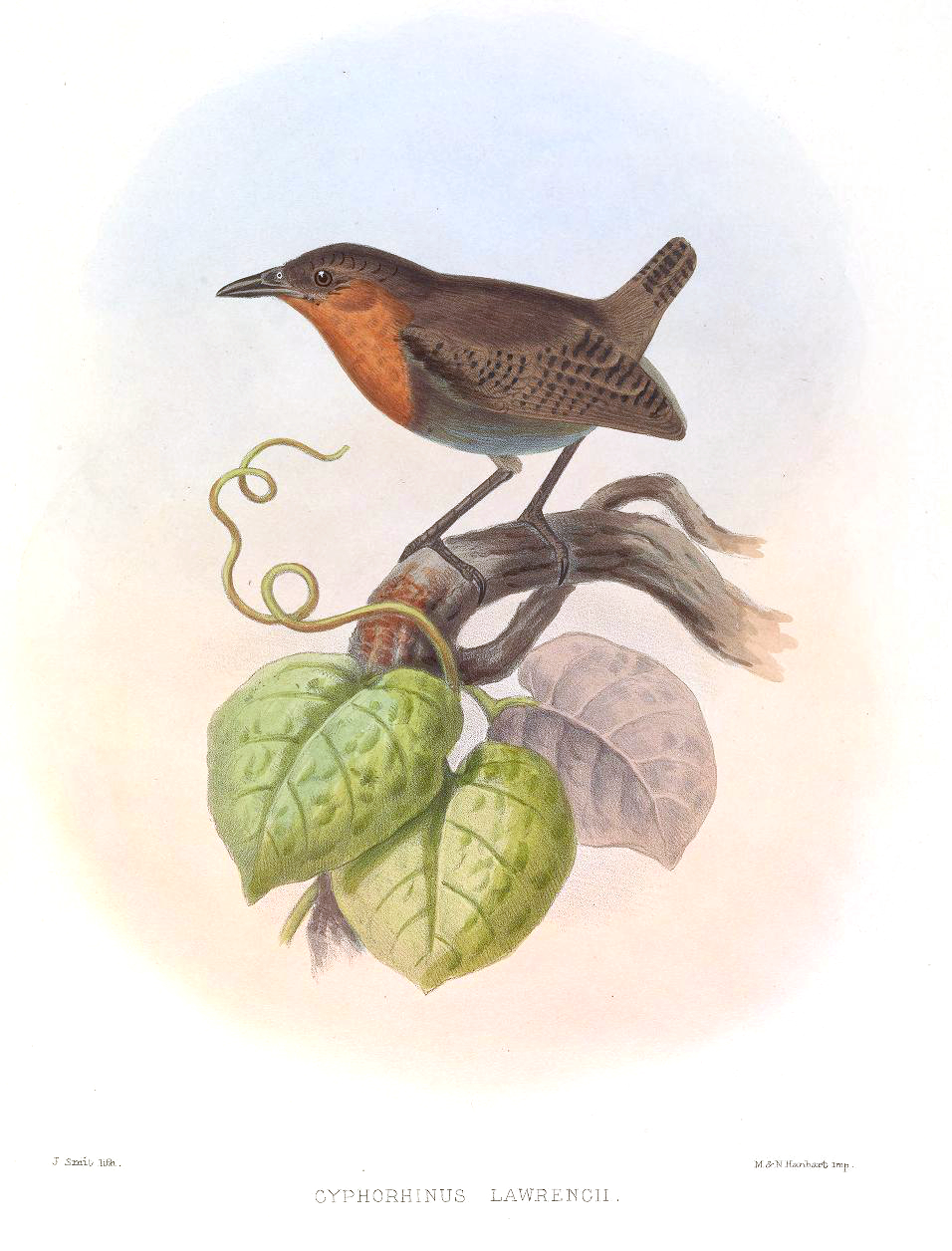
Співочий тріскопліт (підвид C. p. lawrencii)

- C. p. richardsoni Salvin, 1893 — від південно-східного Гондурасу до східного Нікарагуа;
- C. p. infuscatus Zimmer, JT, 1932 — від Коста-Рики до північно-західної Панами;
- C. p. lawrencii Lawrence, 1863 — від центральної Панами до північно-західної Колумбії;
- C. p. propinquus (Todd, 1919) — північна Колумбія;
- C. p. chocoanus (Meyer de Schauensee, 1946) — західна Колумбія;
- C. p. phaeocephalus Sclater, PL, 1860 — від південно-західної Колумбії до західного Еквадору (на південь до Ель-Оро).

## Поширення і екологія
Співочі тріскопліти мешкають в Гондурасі, Нікарагуа, Коста-Риці, Панамі, Колумбії і Еквадорі. Вони живуть у вологих рівнинних тропічних лісах і у вторинних заростях з густим підліском, уникають сухих тропічних лісів. Зустрічаються парами або невеликими сімейними зграйками, переважно на висоті до 700 м над рівнем моря, в Панамі місцями на висоті до 900 м над рівнем моря, в Коста-Риці місцями на висоті 1050 м над рівнем моря.
Рудолобі тріскопліти живляться павуками, комахами та іншими безхребетними, іноді також дрібними хребетними, яких шукають серед опалого листя. Це моногамні птахи, кі формують тривалі пари. Вони будують спальні і виводкові гнізда, які мають грушоподібну форму, робляться з корінців, грибів, гілочок, смужок пальмового листя та іншого матеріалу, розміщуються в підліску, на висотім 0,5-2,5 м над землею. Виводкові гнізда встелюються пір'ям. В кладці 2 блих, поцяткованих коричневими плямками яйця. Насиджують і доглядають за пташенятами лише самиці.